# Poyekhali!

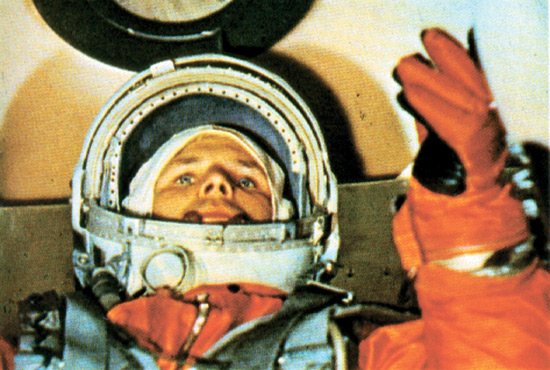
Gagarin antes do voo

Poyekhali ("Vamos lá!") é uma frase proferida pelo cosmonauta Iuri Gagarin durante o lançamento da primeira nave tripulada, Vostok 1, no dia 12 de abril de 1961. Ela se tornou uma espécie de símbolo da nova era espacial.
Posteriormente a frase foi usada como refrão na música de Nikolai Dobronravov, "Você Sabe que Rapaz Ele Foi" (1971), da série musical "Constelação de Gagarin":

Ele disse: "Vamos Lá!"

Balançou as suas mãos

Como se no decorrer de São Pedro, São Pedro,

Ele voou ao redor da Terra...
A música foi escrita por Alexandra Pakhmutova. Já foi apresentada por Iuri Gylyaev, Joseph Kobzon, Leonid Smetannikov e outros.
A frase também se tornou o título de um festival de fantasia realizado em várias cidades da Rússia desde 2011.
Na região de Saratov, onde Iuri Gagarin estudou e pousou após seu voo espacial, um festival para estudantes do primeiro ano foi batizado em honra de sua frase: "Poyekhali!", além de um vale transporte.

## Possível origem da frase
É sabido que o piloto experimental Mark Gallai, metodologista e instrutor do primeiro grupo de cosmonautas, gostava de falar "Vamos lá!" em vez do padrão "Tripulação, andando!" Marc Lazarevich, conscientemente guiado pelas considerações psicológicas, achou que seria bom usar um aviso animado. Foi devido a sua sugestão que "Vamos lá!" era muito ouvido no começo dos exercícios no simulados. Isso pode ter levado Gagarin a exclamar "Vamos lá!" no lançamento. Em suas notas, Gagarin fala do habito generalizado entre pilotos experimentais e relata:
Eu não gostava da frase, "Tripulação, andando!" desde quando ouvi da boca de um piloto que somente trabalhava com aviões de motor leve e que a exclamava com profundidade antes de decolar, falando com uma "tripulação" de... uma pessoa.